# Komitet Obecnego Zagrożenia
Komitet Obecnego Zagrożenia (ang. Committee on the Present Danger) – konserwatywny amerykański think tank zajmujący się polityką obronną, utworzony w 1950 r., następnie reaktywowany w 1976, 2004 i 2019 roku.
Komitet powstał w 1950 r. jako think tank zajmujący się polityką obronną, jego celem była obrona przed inwazją komunizmu w USA poprzez zabieganie o wzrost budżetu wojskowego i rozbudowę sił zbrojnych, by móc obronić USA przed zagrożeniem ze strony ZSRR i komunistycznych Chin. W skład Komitetu wchodzili wpływowi biznesmeni, specjaliści od komunikacji i naukowcy. Po kilku latach działalność CPD zamarła, gdy większość jego członków została powołana na członków administracji prezydenta Dwighta Eisenhowera.
W 1976 r. Komitet został reaktywowany z inicjatywy byłego sekretarza obrony Jamesa R. Schlesingera (który jednak nie wszedł w jego skład) przez przeciwników polityki odprężenia z ZSRR realizowanej przez prezydenta Jimmy′ego Cartera i wcześniej Richarda Nixona. CPD powstało zaraz po wyborze Cartera, a wśród jego założycieli dominowali konserwatywni Demokraci – zwolennicy prezydenckiej kandydatury Henry’ego Jacksona – i radykalni Republikanie – przeciwnicy polityki Henry’ego Kissingera. W tym okresie dużą rolę odgrywali w nim były zastępca sekretarza obrony USA Paul H. Nitze i były sekretarz stanu Eugene V. Rostow. Za prezydentury Cartera członkowie CPD funkcjonowali jako gabinet cieni w zakresie polityki zagranicznej. Po wyborczym zwycięstwie Ronalda Reagana przynajmniej 46 członków CPD było w jego zespole ds. przejęcia władzy, a w 1981 r. członkowie Komitetu objęli 32 ze 182 miejsc w administracji Reagana, m.in. Richard V. Allen funkcję doradcy ds. bezpieczeństwa narodowego, William J. Casey dyrektora Central Intelligence Agency, Jeane J. Kirkpatrick ambasadora przy ONZ, a John F. Lehman posadę sekretarza marynarki.
W 2004 r. komitet został ponownie reaktywowany w związku z zagrożeniem islamskim terroryzmem, w jego skład weszło 41 osób z obu partii, jednak w przeważającej większości neokonserwatywni Republikanie, a przewodniczącym został R. James Woolsey. W Komitecie zasiadali także m.in. Joseph Lieberman, John Kyl, Jeanne Kirkpatrick, Joshua Muravchik, Laurie Mylroie, Danielle Pletka, Michael Rubin, Ben Wattenberg, Kenneth Adelman, Newt Gingrich, Frank Gaffney, Charles Kupperman, William Van Cleave i Dov Zakheim.
W 2019 r. Steve Bannon po raz kolejny odtworzył Komitet, stawiając mu za zadanie powstrzymywanie imperialnych ambicji komunistycznych Chin. Od tego czasu organizacja występuje pod nazwą Komitet Obecnego Zagrożenia: Chiny.
Na przestrzeni lat w skład Komitetu wchodzili m.in. Richard V. Allen, José María Aznar, William E. Brock, William Casey, Victor Davis Hanson, Václav Havel, Ed Meese, Ronald Reagan, Donald Rumsfeld, George P. Shultz, Robert James Woolsey.